# سيسترون

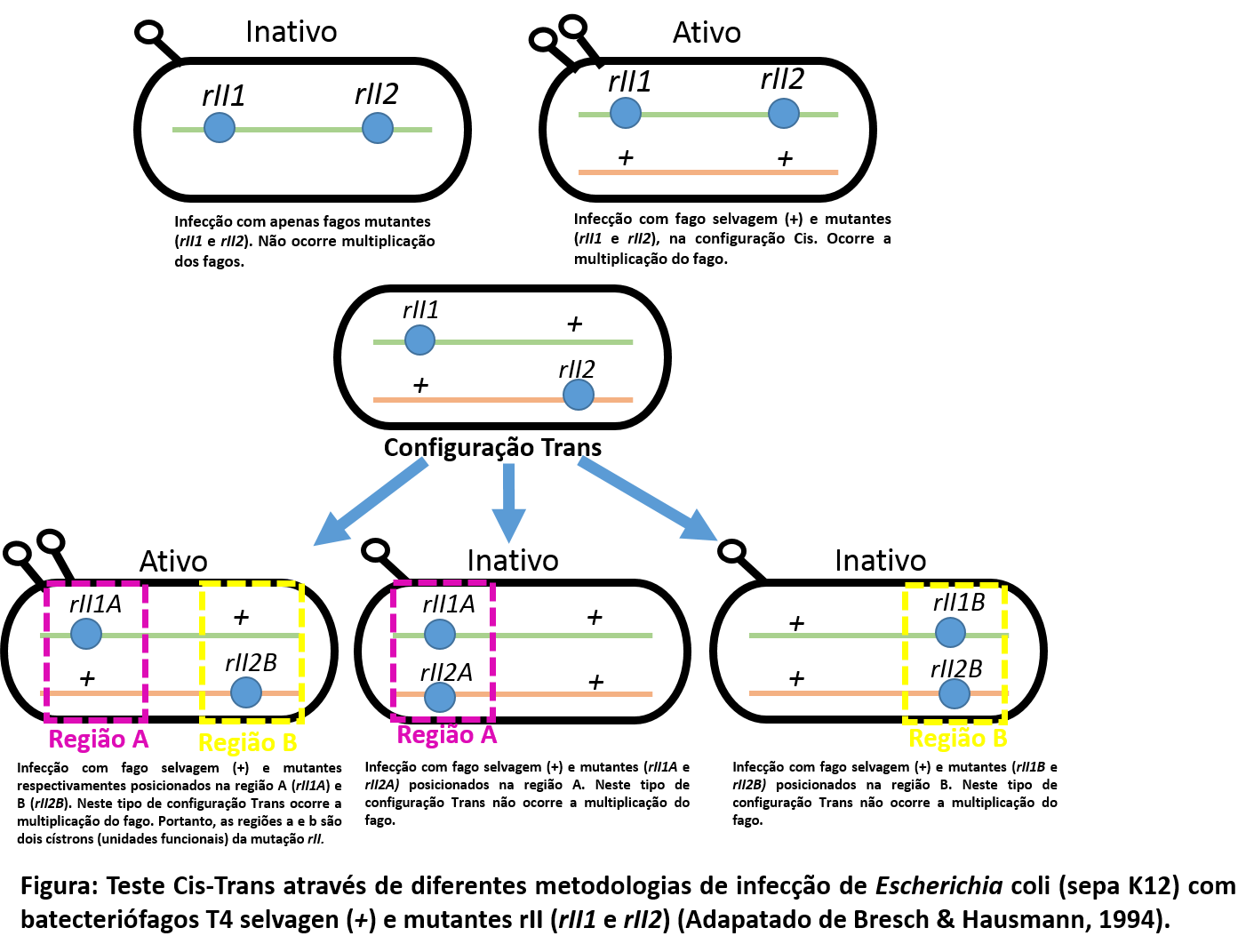

السيسترون أو سيزترون أو المقرون (بالإنجليزية: cistron)‏ هو جين. ويستخدم مصطلح سيسترون للتركيز والتأكيد على أن الجينات التي تظهر سلوكا نوعيا محددا في اختبار المقرون-مفروق (في التتام الجيني) وتتخذ موقعا فريدا في الجينوم البشري هي جينات مقرونة أو سيسترونية.
أو قسم من جزيء الحمض النووي أو الحمض النووي الريبي الذي يرمز لببتيد معين في تخليق البروتين.